# Frédéric Theobald
Frédéric Theobald (* 15. Dezember 1980) ist ein französischer Straßenradrennfahrer aus Guadeloupe.
Frédéric Theobald gewann 2003 die erste Etappe der Tour de Martinique und 2004 konnte er den zweiten Tagesabschnitt für sich entscheiden. In der Saison 2005 gewann er eine Etappe bei der Tour de la Guyane Française. 2009 startete Theobald mit seinem Team AS Baie-Mahault bei der Tour de la Guadeloupe, wo er ein Teilstück in Les Abymes gewann. Außerdem gewann er bei der Tour de la Guyane Française die erste Etappe und das Einzelzeitfahren bei der Karibikmeisterschaft.

## Erfolge
2003
- eine Etappe Tour de Martinique

2004
- eine Etappe Tour de Martinique

2009
- eine Etappe Tour de la Guadeloupe

## Teams
- 2009 AS Baie-Mahault

- 2014 Excelsior